# Merimasku
Merimasku este o fostă comună din Finlanda.